# Nesley Jean
Nesley Jean (ur. 27 sierpnia 1985) – bahamski piłkarz występujący na pozycji napastnika, trener piłkarski.

## Kariera klubowa
Jean profesjonalną karierę piłkarską rozpoczynał w zespole Bears FC. W sezonie 2010/2011 wywalczył ze swoją drużyną mistrzostwo Bahamów i z czternastoma bramkami na koncie został królem strzelców BFA Senior League.

## Kariera reprezentacyjna
W seniorskiej reprezentacji Bahamów Jean zadebiutował 26 marca 2004 w zremisowanym 1:1 spotkaniu z Dominiką, wchodzącym w skład eliminacji do Mistrzostw Świata 2006. Dwa dni później, w spotkaniu rewanżowym z tym samym rywalem, strzelił pierwszego gola w kadrze narodowej, a jego zespół przegrał 1:3, nie kwalifikując się na mundial. Został powołany na Puchar Karaibów 2007, gdzie zanotował dwa trafienia.
Jean wystąpił w dwóch meczach w nieudanych kwalifikacjach do Mistrzostw Świata 2010, a także w eliminacjach do Mistrzostw Świata 2014, na których wbił dwie bramki w wygranej ostatecznie przez Bahamy 4:0 konfrontacji z Turks i Caicos.

## Kariera trenerska
W 2014 roku stał na czele narodowej reprezentacji Bahamów.